# Mite Kremnitz
Mite Kremnitz, nata Marie von Bardeleben, nota anche con lo pseudonimo di George Allan, Ditto e Idem (Greifswald, 4 gennaio 1852 – Berlino, 18 luglio 1916), è stata una scrittrice tedesca.

## Biografia
Figlia del chirurgo Heinrich Adolf von Bardeleben, Marie von Bardeleben crebbe a Greifswald e visse successivamente a Londra e, a partire dal 1868, Berlino. Sposò il medico Wilhelm Kremnitz (cognato di Titu Liviu Maiorescu), adottandone il cognome, e si trasferì con lui a Bucarest nel 1875. La coppia ebbe due figli.
In Romania, Marie Kremnitz strinse una buona amicizia con la regina Elisabetta e nel 1881 fu nominata sua damigella d'onore. La regina scriveva poesie, romanzi e racconti usando lo pseudonimo di Carmen Sylva, e le due pubblicarono insieme diversi romanzi e un dramma, in cui Kremnitz firmò inizialmente usando lo pseudonimo Ditto e Idem, che a partire dal 1890 cambiò in Mite Kremnitz.
A Bucarest conobbe Mihai Eminescu, anch'egli parte dell'entourage di corte, e che secondo alcuni storici le diede lezioni di rumeno. Costui se ne innamorò e nel giorno di Natale del 1879 le regalò un quadernetto con poesie manoscritte, una delle quali ispirata a lei. Poco dopo Eminescu dichiarò il proprio amore, pur sapendolo impossibile a causa del diverso status sociale tra i due. Lo spasimante infine ritirò le proprie avances, raccontando l'evoluzione delle proprie emozioni a Eugen Lovinescu.
Dopo la morte del marito nel 1897, Kremnitz tornò a Berlino.

## Opere
- Rumänische Dichtungen ("Poesie rumene"), 1881
- Fluch der Liebe ("La maledizione dell'amore"), storie brevi, 1881
- Neue rumänische Skizzen ("Nuovi schizzi rumeni"), 1881
- Rumänische Märchen ("Fiabe rumene"), 1882
- Aus der rumänischen Gesellschaft ("Dalla società rumena"), due romanzi, 1882
- Ein Fürstenkind ("Un bambino principesco"), romanzo, 1883
- Rumäniens Anteil am Kriege 1877-78 ("Partecipazione della Romania alla guerra del 1877-78"), 1887
- Ausgewanderte ("Emigrato"), romanzo, 1890
- Elina. Zwischen Kirche und Pastorat ("Elina. Tra la Chiesa e il Pastorato"), due racconti, 1894
- Sein Brief ("La sua lettera"), racconti, 1896
- Herr Baby. Eine Kindergeschichte ("Il signor Baby. Una storia di bambini"), 1901
- Mann und Weib ("Uomo e donna"), racconti, 1902
- Am Hofe der Ragusa ("Alla corte di Ragusa"), romanzo, 1902
- Fatum ("Destino"), racconti, 1903
- König Karol von Rumänien. Ein Lebensbild ("Re Carol di Romania. Una biografia"), biografia, 1903
- Carmen Sylva, biografia, 1903
- Maria, Fürstin Mutter zu Wied, Prinzessin zu Nassau. Lebensbild ("Maria, Principessa-Madre di Wied, Principessa di Nassau. Biografia"), biografia, 1904
- Mutterrecht ("Matriarcato"), racconti, 1906
- Eine Hilflose ("Una donna indifesa"), romanzo, 1906
- Was die Welt schuldig nennt ("Ciò che il mondo chiama colpevole"), 1907
- Der rote Streif. Eine Liebesgeschichte ("La striscia rossa. Una storia d'amore"), 1908
- Ist das - das Leben? ("È questa la vita?"), romanzo, 1909
- Die Getäuschten ("L'ingannato"), romanzo, 1909
- Laut Testament ("Secondo la volontà"), romanzo, 1911
- Das Geheimnis der Weiche ("Il segreto della porta"), racconti, 1913

### ComeDitto e Idem, insieme aCarmen Sylva
- Anna Bolena, romanzo storico, 1886
- Astra, romanzo epistolare, 1886
- Feldpost ("Il servizio postale"), romanzo epistolare, 1886
- Rache und andere Novellen ("La vendetta e altri racconti"), 1888
- In der Irre ("Fuori controllo"), racconti, 1887